# Embudo de decantación

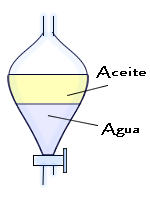
Embudo de decantación mostrando la separación entre la fase acuosa (más densa) y la fase oleosa (menos densa, habitualmente)

Un embudo de decantación, ampolla de decantación, pera de decantación o embudo de separación es un elemento de vidrio que se puede encontrar en los laboratorios, y que se emplea para separar dos líquidos inmiscibles, es decir, para la separación de fases líquidas de distinta densidad. En la parte superior presenta una embocadura taponable por la que se procede a cargar su interior. En la parte inferior posee un grifo de cierre o llave de paso que permite regular o cortar el flujo de líquido a través del tubo que posee en su extremo más bajo.

Embudos de decantación con forma de pera (A) y con forma recta (B). En ambos casos, la embocadura presenta una junta de vidrio esmerilado.

## Modo de empleo
La forma más frecuente que presentan los embudos de decantación es la forma cónica, también llamada forma de pera invertida, con la llave de paso o grifo de cierre en la parte más estrecha.
También existen embudos de decantación con forma cilíndrica o recta. En todos los casos la embocadura tiene una sección troncocónica para admitir su cierre con un tapón, que puede ser de plástico o cristal. En este último caso, la embocadura presenta una junta de vidrio esmerilado.
Es un instrumento especialmente indicado para separar líquidos inmiscibles que se separan, por diferencia de densidades y propiedades moleculares mediante una interfase bien diferenciada. Por ejemplo, si se pretende separar una cierta cantidad (reducida) de una emulsión de agua y aceite se puede cargar en un embudo de decantación, que después de reposar el tiempo suficiente para que aparezca una separación clara de ambas sustancias, se puede separar en dos fracciones. Para ello se abre la espita inferior y se deja escurrir el líquido más denso (en este caso el agua) y justo cuando se observa que la interfase de ambos líquidos va aproximándose a la válvula se corta el flujo. En este momento se tiene el agua recogida en un recipiente, y el aceite dentro del embudo de decantación.

## Galería

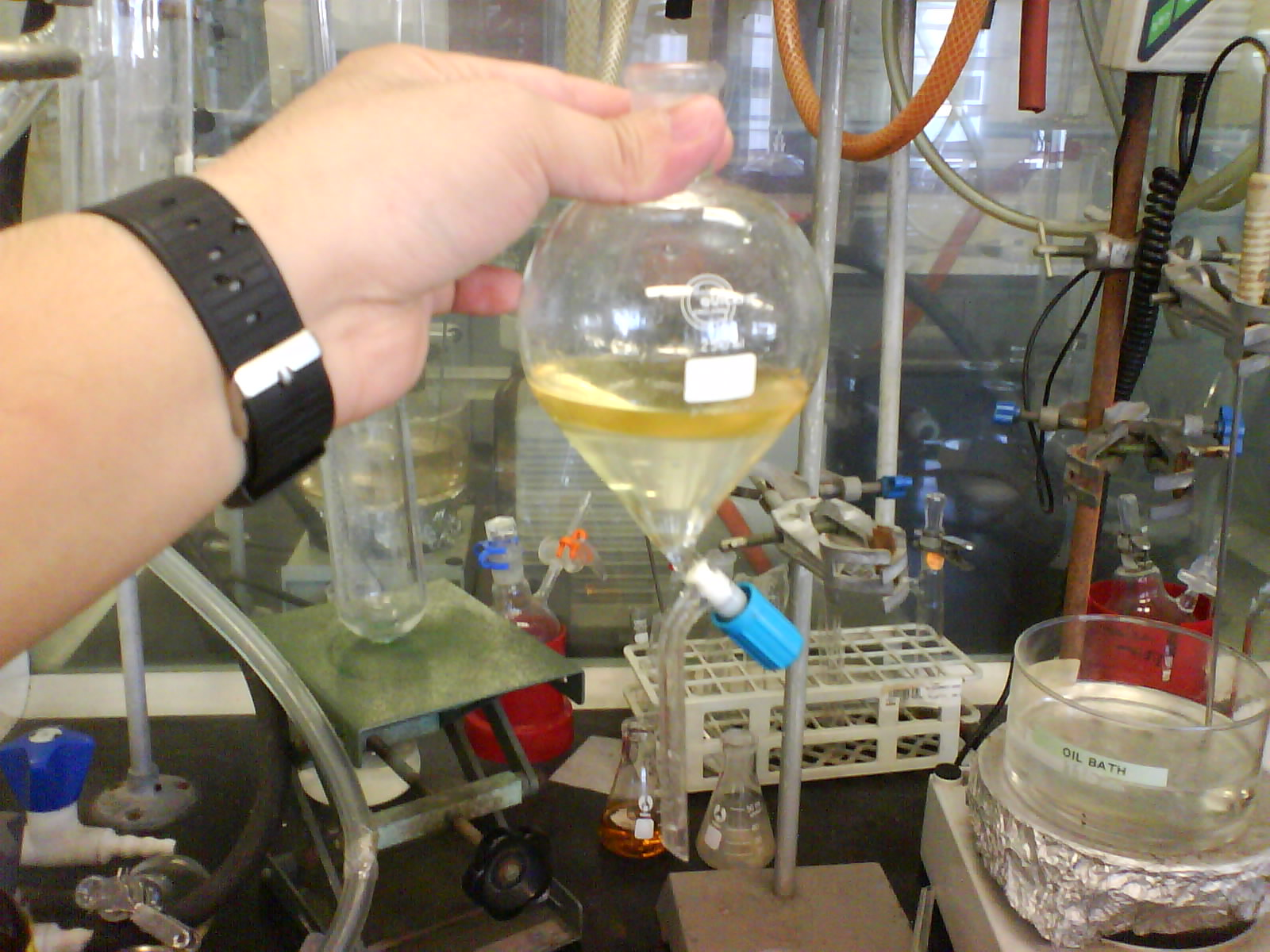
Manipulando un embudo de decantación.
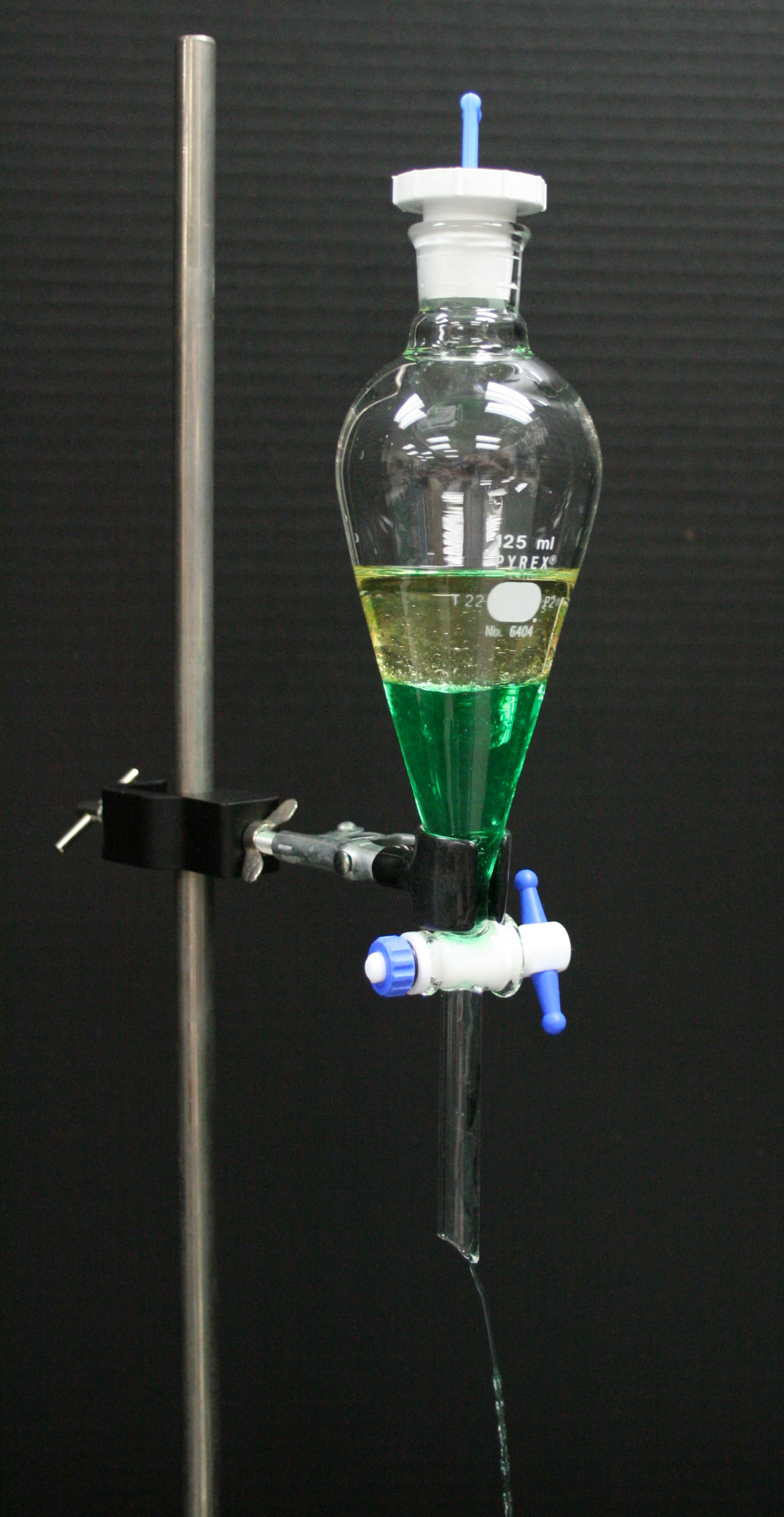
Embudo de decantación con grifo de cierre de plástico, mostrando la capa acuosa coloreada.
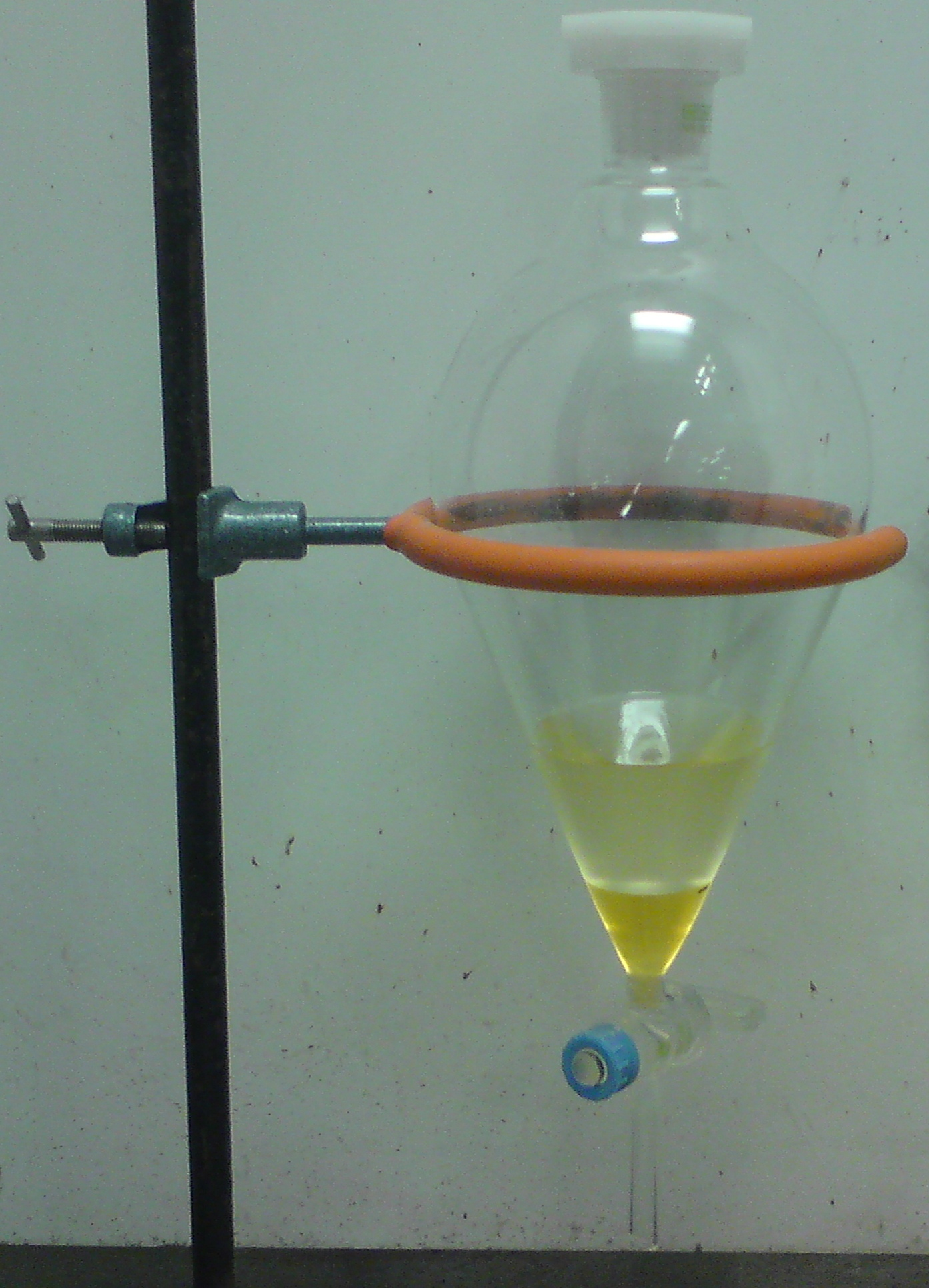
Embudo de decantación con grifo de cierre de vidrio, y tapón de plástico.

## Extracción de solutos con embudo de decantación
En química orgánica se suele usar con frecuencia para proceder a extraer un soluto de un disolvente, y pasarlo a otro distinto, fenómeno llamado extracción o reparto. A las concentraciones de un soluto disuelto en dos disolventes no miscibles, que se encuentran en contacto y en equilibrio químico, se le denomina coeficiente de reparto.
Normalmente la fase acuosa suele ser la más densa y por ello es la que se sitúa en la fase inferior, en cambio, la fase orgánica al ser la menos densa, la encontraremos en la fase superior.
Esto no pasa cuando tratamos con disolventes clorados (cloroformo, cloruro de metileno, tetracloruro de carbono, etc.), ya que este es el más denso y por tanto siempre estará en la fase inferior. La fase acuosa la encontraremos entonces en la parte superior.